# Glen Johnson
Glen Johnson (* 23. srpna 1984 ve Londýn, Anglie) je anglický profesionální fotbalista hrající na pozici pravého obránce. Prošel řadou klubů, hrál za West Ham United, Millwall, Chelsea a Portsmouth. V současnosti obléká dres Stoke City FC.
Trenér Roy Hodgson jej vzal na Mistrovství světa 2014 v Brazílii, kde Angličané vypadli již v základní skupině D, obsadili s jedním bodem poslední čtvrtou příčku.